# Kazna
Kazneni zakon Republike Hrvatske, kao i kazneni zakoni u Bosni i Hercegovini, poznaju dvije vrste kazne.
- Kazna zatvora, kazna usmjerena protiv slobode kretanja.
- Novčana kazna, kazna usmjerena protiv imovine fizičke ili pravne osobe.

Još uvijek mnoge države poznaju i smrtnu kaznu.
U prošlosti su postojale i kazne proganjanja i fizičkog zlostavljanja.